# 老海軍
老海軍是美國跨國公司蓋璞（GAP）旗下的一間服飾零售商公司，

## 历史
1993年米拉德‧德雷克斯勒在蓋璞奧特萊斯地段開設了名為“Gap Warehouse”的店鋪。1994年3月更名為老海軍服裝公司，以便於與其母公司作形象區分。老海軍這一名稱取自巴黎的一個酒吧。
2019年2月28日蓋璞將分拆為兩家獨立的公開上市公司，旗下品牌老海軍（英語：Old Navy）品牌將會獨立分拆上市，餘下的品牌Gap、香蕉共和國、Intermix、Athleta和Hill City將納入未命名公司之內，該交易預計2020年完成，需經Gap董事會批准。

2020年1月16日蓋璞中止將旗下品牌老海軍（英語：Old Navy）分拆為獨立上市公司的計劃。

## 外部連結
- 官方网站—美國
- 官方网站（加拿大）
- 官方网站（日本）
- 官方网站（中华人民共和国）